# Diecezja Ariano Irpino-Lacedonia
Diecezja Ariano Irpino-Lacedonia (łac. Dioecesis Arianensis Hirpina-Laquedoniensis, wł. Diocesi di Ariano Irpino-Lacedonia) – diecezja Kościoła rzymskokatolickiego w metropolii Benewentu w Kampanii we Włoszech.  W dzisiejszej postaci diecezja została ustanowiona podczas reformy administracyjnej Kościoła we Włoszech w 1986, kiedy to nastąpiło połączenie istniejących od XI wieku diecezji Ariano oraz Lacedonii. Siedzibą biskupa jest miasto Ariano Irpino w prowincji Avellino.

## Podział administracyjny diecezji
Parafie diecezji Ariano Irpino-Lacedonia zorganizowane są w czterech następujących wikariatach:
- Wikariat Ariano
- Wikariat Ufita
- Wikariat Lacedonia-Baronia
- Wikariat Fortore-Miscano-Cervaro

## Główne świątynie
- Katedra: Katedra Wniebowzięcia Najświętszej Maryi Panny w Ariano Irpino
- Konkatedra: Konkatedra Matki Bożej Wniebowziętej w Lacedonii
- Bazylika mniejsza: Bazylika Matki Bożej z Carpignano w Grottaminarda

## Biskupi diecezjalni
- Nicola Agnozzi OFMConv. (1986–1988)[a]
- Antonio Forte OFM (1988–1993)
- Eduardo Davino (1993–1997)
- Gennaro Pascarella (1998–2004)
- Giovanni D’Alise (2004–2014)
- Sergio Melillo (od 2015)